# 轄域
轄域（Scope）是現代邏輯學的概念，係指各種邏輯算子（如命題
連接詞、量詞、模態詞等）的作用範圍。
自然語言的轄域經常不明確，往往導致不同的解讀，這種情況稱為轄域歧義（scope ambiguity）。因轄域歧義造成的錯誤推論，即為轄域謬誤（Scope Fallacy）。

## 轄域歧義的例子
小女子中學

- 寬域解讀：小（女子中學）
- 窄域解讀：（小（女子））中學

## 轄域謬誤的例子
單身漢必然未婚（模態轄域謬誤）

- 單身漢是必然未婚的。（大前提）
- 小明是單身漢。（小前提）
- 因此，小明是必然未婚的。（結論）

「單身漢是必然未婚的」有以下兩種解讀：
- A1: （從實） {\displaystyle \forall x(Sx\to \Box Ux)} （若x是單身漢，則x是必然未婚的）
- A2: （從言） {\displaystyle \Box \forall x(Sx\to Ux)} （必然地：若x是單身漢，則x是未婚的）

「小明是必然未婚的」亦有以下兩種解讀：
- C1: （從實） {\displaystyle \forall x(Mx\to \Box Ux)} （若x是小明，則x是必然未婚的）
- C2: （從言） {\displaystyle \Box \forall x(Mx\to Ux)} （必然地：若x是小明，則x是未婚的）

若將原句用完全一樣的方式解讀，可得到以下的有效論證：
- A1: {\displaystyle \forall x(Sx\to \Box Ux)} （若x是單身漢，則x是必然未婚的）
- B1: {\displaystyle \forall x(Mx\to Sx)} （若x是小明，則x是單身漢）
- C1: {\displaystyle \forall x(Mx\to \Box Ux)} （若x是小明，則x是必然未婚的）

然而，自然語言習慣上會把第一句話解讀為 A2，第三句話解讀為 C1，因而得到不合理的推理。
有些人將此例稱作必然性謬誤（英語：fallacy of necessity；拉丁語：fellacia necessitas）。

## 外部連結
- （英文） Logical Fallacy: Scope Fallacy （页面存档备份，存于）
- （英文） Logical Fallacy: Modal Scope Fallacy （页面存档备份，存于）
- （繁體中文）轄域歧義 （页面存档备份，存于）